# Trương Xử Cẩn
Trương Xử Cẩn (giản thể: 张处瑾; phồn thể: 張處瑾, ?-922) là người cai trị Thành Đức (成德, trị sở nay thuộc Thạch Gia Trang, Hà Bắc, còn gọi là Triệu) vào đầu thời Ngũ Đại Thập Quốc tại Trung Quốc.
Cha ông là Trương Văn Lễ, Lễ được Thành Đức tiết độ sứ Vương Dung nhận làm nghĩa tử nên đổi danh tính thành Vương Đức Minh. Trương Xử Cẩn còn có ít nhất hai đệ nữa là Trương Xử Cầu (張處球) và Trương Xử Kỳ (張處琪).
Tháng 2 ÂL năm Tân Tị (921), do Vương Đức Minh khích động, Triệu vương Vương Dung bị sát hại trong một cuộc binh biến tại Thành Đức. Vương Đức Minh sau đó diệt trừ nhà họ Vương, đổi lại tên Trương Văn Lễ. Ngày Canh Thân (7) tháng 8 (11 tháng 9 năm 921), Tấn vương Lý Tồn Úc bổ nhiệm tướng Triệu là Phù Tập (符習) làm Thành Đức lưu hậu, mệnh Thiên Bình tiết độ sứ Diêm Bảo (閻寶) và Tương châu thứ sử Sử Kiến Đường (史建瑭) hỗ trợ Phù Tập tiến công Trương Văn Lễ. Ngày Giáp Tý cùng tháng (15 tháng 9), Triệu châu (趙州, nay thuộc Thạch Gia Trang, Hà Bắc) thất thủ, Trương Văn Lễ nghe tin thì kinh sợ mà mất. Trương Xử Cẩn bí mật không phát tang, cùng thân hữu tận lực kháng Tấn.
Tháng 9 ÂL, quân Tấn bao vây Trấn châu (鎮州)- thủ đô của Thành Đức. Đến tháng 11 ÂL, Trương Xử Cẩn khiển người đến chỗ Lý Tồn Úc để tạ tội, xin được quy phục, song Lý Tồn Úc không chấp thuận và tiếp tục bao vây. Vương Xử Cẩn sai Hàn Chính Thì (韓正時) đem một nghìn kị binh đột vây đến Định châu nhằm cầu cứu Vương Xử Trực, song bị quân Tấn truy kích sát hại. Tuy nhiên, dưới quyền chỉ huy của Trương Xử Cẩn, quân Thành Đức cũng giáng cho quân Tấn một số thiệt hại từ thu năm 921 đến thu năm 922, bao gồm:
- Giết Sử Kiến Đường trên chiến trường.
- Đánh bại Diêm Bảo và buộc người này phải triệt thoái. Diêm Bảo sau đó qua đời trong hổ thẹn.
- Khiến tướng Tấn Lý Tự Chiêu (李嗣昭) trọng thương, là người được Lý Tồn Úc xem như thân thích.
- Sát hại nghĩa huynh đệ Lý Tồn Tiến (李存進) của Lý Tồn Úc trong lúc giao chiến.

Hậu Lương từ chối cứu viện Thành Đức, Hoàng đế Khiết Đan Da Luật A Bảo Cơ chấp thuận song quân Khiết Đan chiến bại trước quân Tấn và buộc phải triệt thoái. Tháng 9 ÂL năm Nhâm Ngọ, khi cạn nguồn lương thảo, Trương Xử Cẩn khiến sứ đến chỗ Lý Tồn Úc, thỉnh hàng; Lý Tồn Úc không đáp lại. Không lâu sau, nghĩa huynh đệ Lý Tồn Thẩm (李存審) của Lý Tồn Úc đem quân đến và tiếp tục bao vây. Đêm ngày Nhâm Ngọ (29) cùng tháng (22 tháng 10), có tướng Lý Tái Phong (李再豐) làm nội ứng trong thành, quân Tấn bắt đầu đánh vào thành, bắt Trương Xử Cẩn cùng huynh đệ gia nhân và đồng đảng, cũng như vợ của Trương Văn Lễ. Người dân Triệu được thuật là đều thỉnh cầu được ăn thịt họ. Họ bị bẻ gãy chân và giải đến gặp Lý Tồn Úc. Thi thể của Trương Văn Lễ bị phanh nơi công cộng.